# Heliothryx
Genre
Heliothryx est un genre d'oiseaux-mouches (la famille des Trochilidés) de la sous-famille des Polytminae.

## Liste des espèces
D'après la classification de référence (version 2.5, 2010) du Congrès ornithologique international, ce genre est constitué des espèces suivantes (par ordre phylogénique) :
- Heliothryx barroti – Colibri féerique
- Heliothryx auritus – Colibri oreillard